# Język masela centralny
Język masela centralny (lub marsela centralny) – język austronezyjski używany w prowincji Moluki w Indonezji, przez grupę ludności na wyspie Masela (wyspy Barat Daya). Według danych z 1980 roku posługuje się nim 510 osób.
Publikacja Peta Bahasa podaje, że jego użytkownicy zamieszkują wieś Bululora oraz okoliczne tereny (kecamatan Pulau Masela, kabupaten Maluku Barat Daya). Według katalogu Ethnologue jest używany w trzech wsiach w rejonie Ilbutung.
Nie wykształcił piśmiennictwa.